# La Doaște
La Doaște este un sit arheologic din Badon, Sălaj, monument istoric clasificat sub cod LMI SJ-I-s-B-04847.